# Пуркару
Пуркару (рум. Purcaru) — село у повіті Горж в Румунії. Входить до складу комуни Сеулешть.
Село розташоване на відстані 212 км на захід від Бухареста, 26 км на південний схід від Тиргу-Жіу, 63 км на північний захід від Крайови.

## Населення
За даними перепису населення 2002 року у селі проживали 185 осіб, усі — румуни. Усі жителі села рідною мовою назвали румунську.